# Exame (Angola)

### Gestão de Emergências e a Eficácia dos Controles segundo a ISO 14001:2015 – Item 8.2

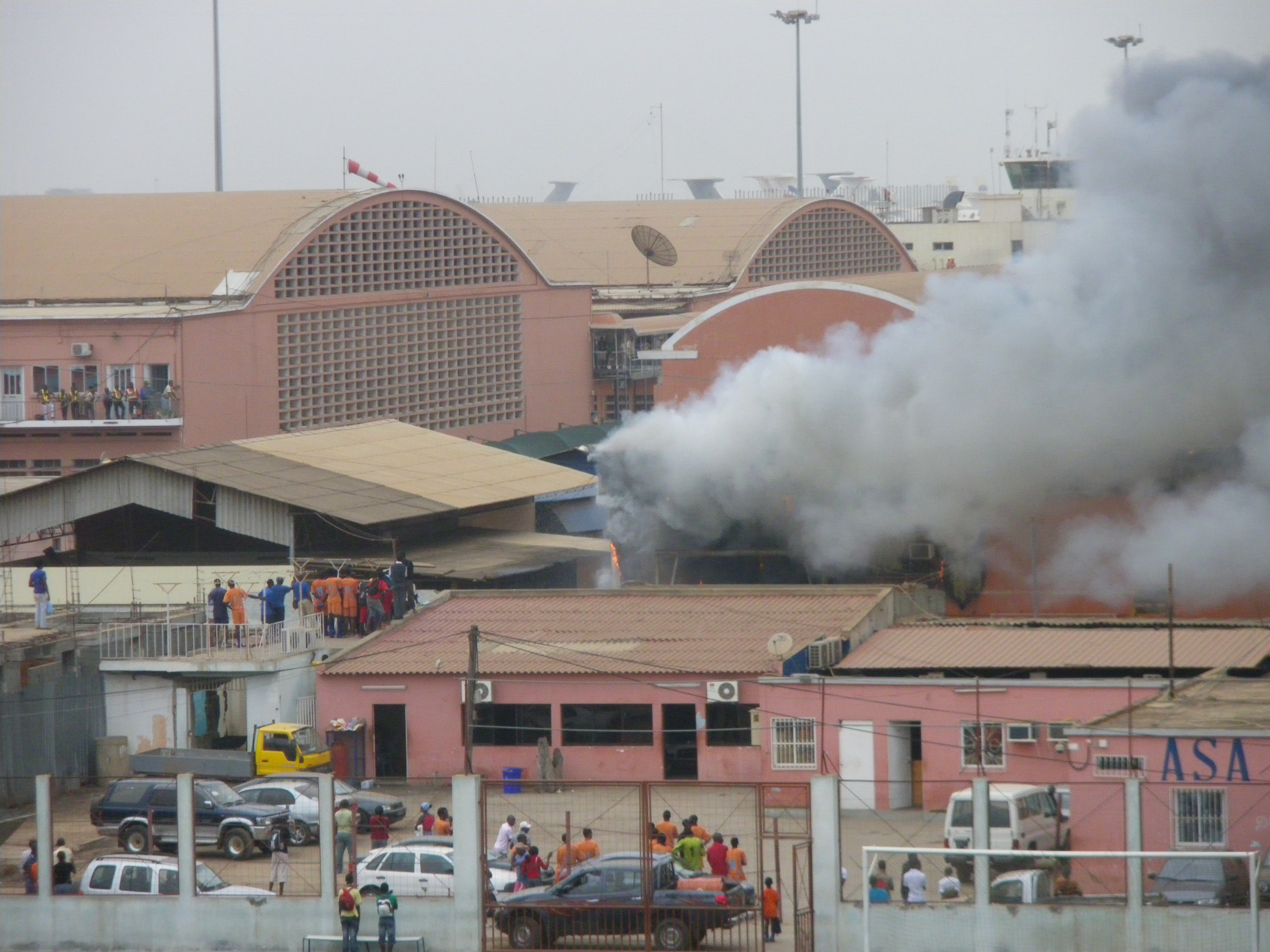
Combate a Incêndio em Armazém da TAAG em 2009

A gestão de emergências, conforme o item 8.2 da ISO 14001:2015, é um processo crítico para garantir que as organizações estejam preparadas para enfrentar situações imprevistas que possam causar impactos ambientais significativos. A eficácia dos controles em cenários de emergência depende de uma abordagem estruturada que envolve a identificação de riscos, os requisitos legais pertinentes, o planejamento de respostas e a implementação de medidas preventivas e corretivas (BUMGARNER, 2008; HADDOW et al 2008).
A base para manter a eficácia dos controles está na análise de riscos - AR (ISO 31001), que permite identificar perigos potenciais e seus efeitos, mapeando cenários de emergência. Esse mapeamento deve considerar eventos como vazamentos de substâncias químicas, incêndios, explosões ou falhas operacionais que possam afetar o meio ambiente. Com esses cenários bem definidos, a organização pode desenvolver um Plano de Emergência robusto, contendo ações específicas para mitigar os impactos e proteger as pessoas e o meio ambiente (HADDOW et al 2008; DYREBORG et al, 2023).
Treinamentos periódicos e o dimensionamento de recursos são essenciais para assegurar que todos os envolvidos saibam exatamente como agir e usá-los em situações reais de emergência. Esses treinamentos devem simular cenários emergenciais identificados na AR, testar a eficiência dos procedimentos estabelecidos e identificar possíveis lacunas no plano. Além disso, a realização de simulações práticas permite avaliar a estratégia empregada, a prontidão da equipe, o tempo de resposta, a eficácia das ações e controles, e a adequação das tecnologias disponíveis, como equipamentos de contenção, estruturas e materiais de combate a incêndios (NORDLOF, 2017).
Quando ocorre uma situação real de emergência, é imprescindível realizar uma avaliação pós-evento. Essa análise permite identificar falhas nos controles, revisar procedimentos e promover melhorias contínuas no sistema de gestão. O processo de lições aprendidas deve ser documentado e incorporado ao plano de emergência, garantindo que a organização esteja melhor preparada para futuros eventos (BUMGARNER, 2008; NORDLOF et al, 2017).
A manutenção da eficácia dos controles, portanto, não é estática. Ela requer uma abordagem dinâmica que integra a prevenção, resposta e melhoria contínua. Ao fazer isso, a organização não só protege o meio ambiente e a segurança das pessoas, como também fortalece sua conformidade com os requisitos da ISO 14001:2015, através das evidências registradas da gestão de emergências, promovendo uma cultura de responsabilidade e sustentabilidade (BUMGARNER, 2008; DYREBORG et al, 2023; NORDLOF et al, 2017).
Referências
1. 1 2 3  Bumgarner, Jeffrey B. (2008). Emergency management: a reference handbook. Col: Contemporary world issues. Santa Barbara, Calif: ABC-CLIO
2. 1 2  Introduction to Emergency Management. [S.l.]: Elsevier. 2021
3. 1 2  Dyreborg, Johnny; Thorsen, Sannie Vester; Madsen, Christian Uhrenholdt; Hasle, Peter (1 de setembro de 2024). «Effectiveness of OHSAS 18001 in reducing accidents at work. A follow-up study of 13,102 workplaces». Safety Science. 106573 páginas. ISSN 0925-7535. doi:10.1016/j.ssci.2024.106573. Consultado em 7 de fevereiro de 2025
4. 1 2 3  Nordlöf, Hasse; Wiitavaara, Birgitta; Högberg, Hans; Westerling, Ragnar (junho de 2017). «A cross-sectional study of factors influencing occupational health and safety management practices in companies». Safety Science (em inglês): 92–103. doi:10.1016/j.ssci.2017.02.008. Consultado em 7 de fevereiro de 2025